# Ait Zeggane
 (février 2018).
Si vous disposez d'ouvrages ou d'articles de référence ou si vous connaissez des sites web de qualité traitant du thème abordé ici, merci de compléter l'article en donnant les références utiles à sa vérifiabilité et en les liant à la section « Notes et références ».

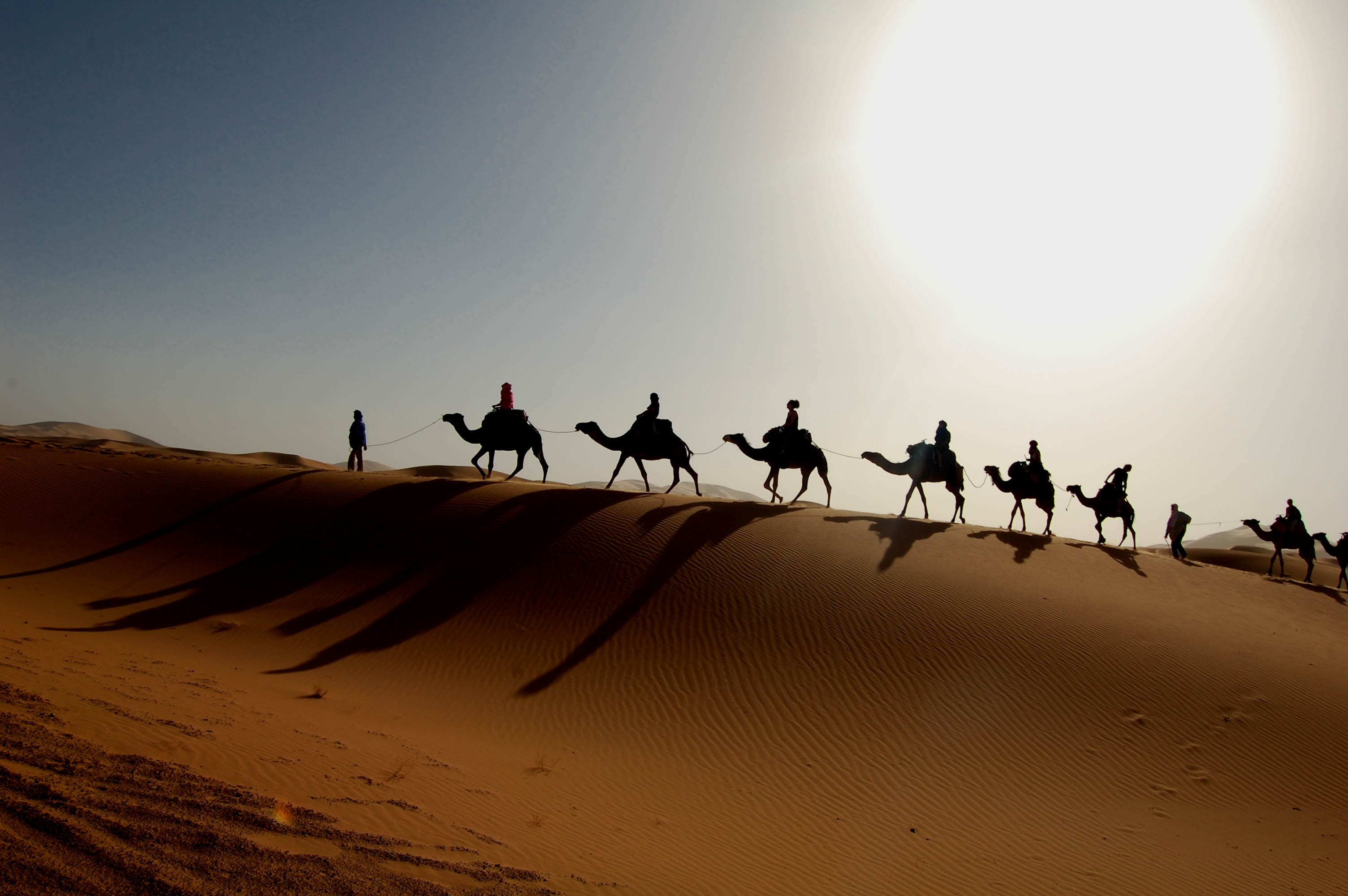
Caravane saharienne au sud est du Maroc

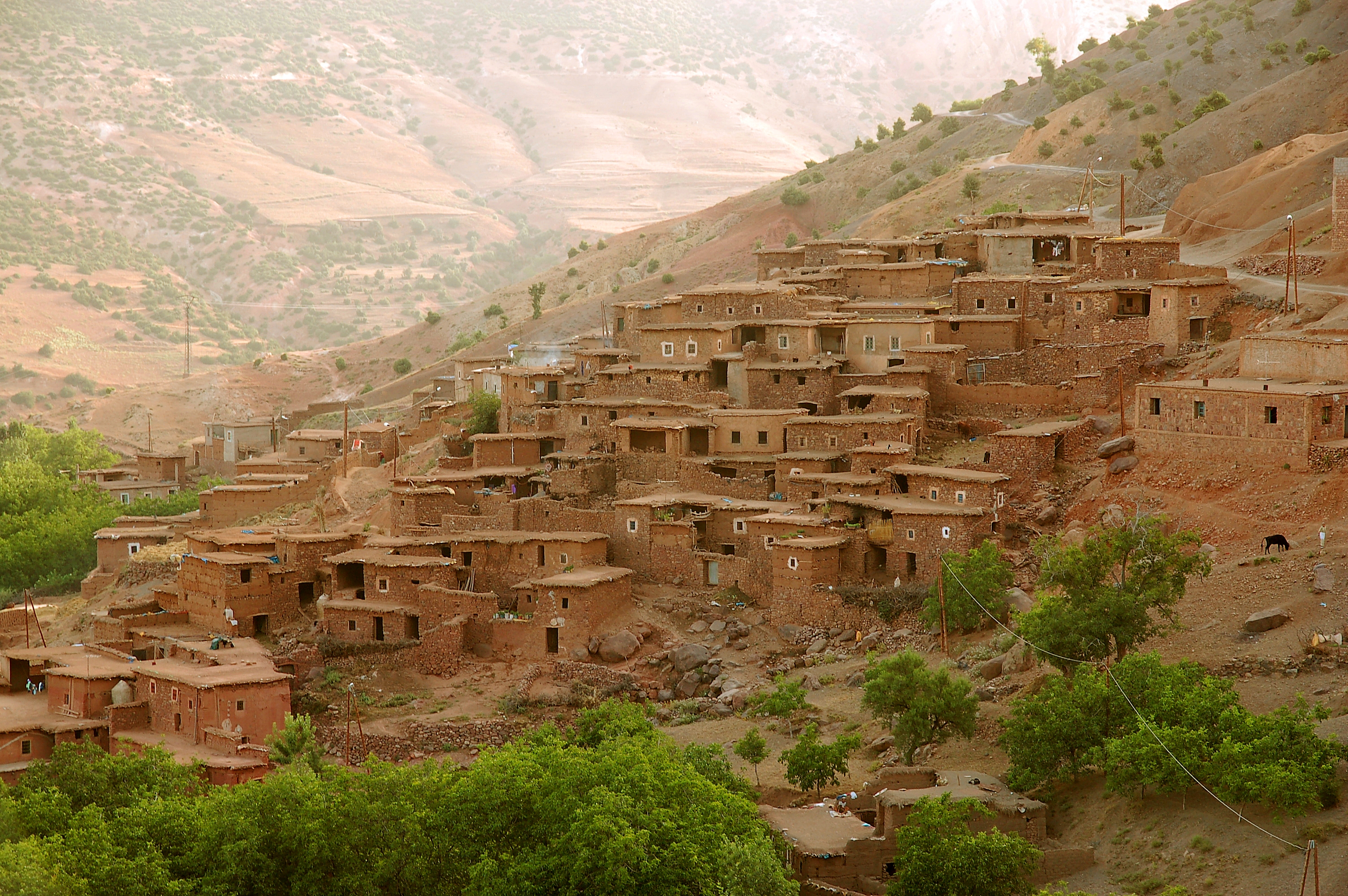
Village typique du Haut Atlaset de anti atlas

Ait Zeggane  est un  village rural du sud-est marocain, près de la célèbre montagne nommée Issimour. Ses villageois sont tous des Imazighens. La plupart des jeunes ont migré vers l'Europe et auparavant vers les grandes villes du Maroc. La langue pratiquée est le tamazight.

## Climat et géographie
Le village (igherm) d'Ait Zeggane se situe dans une place stratégique entre deux ouad (assif),
Avec de faibles précipitations, cette région du Maroc est assez aride. Les températures varient de façon importante, allant de −5 °C en hiver jusqu’à 45 °C en été. L'année varie en deux saisons.

## Précipitations
Elles sont caractérisées par leur faiblesse et leur extrême variabilité (de 1 à 100 mm). Il peut arriver qu'elles soient violentes et ravageuses. Il ne pleut que très rarement dans cette partie du Maroc. Ce sont les alizés qui sont responsables de l'aridité du Sahara en repoussant les dépressions de l'Atlantique Nord. Ces alizés sont eux-mêmes alimentés par le choc thermique issu de la rencontre des masses d'air de l'océan et du désert.
Quelques centimètres de précipitations font reverdir la terre dans l'anti-atlas.  elles se produisent à un rythme de 25 ans. Quand, après une averse aussi rare que violente, le soleil brille sur le sud-est marocain, le désert de pierres se couvre, en très peu de temps, d'un tapis vert de petites plantes. En peu de jours, ce tapis devient un champ de fleurs qui disparaît à son tour très rapidement. Les plantes ont utilisé cette très brève période pour produire des semences. Nichées entre les pierres, ces graines peuvent résister dix ans à la sécheresse, en attendant une nouvelle pluie.
Au sud du Maroc, (ait zeggane notamment)les tentatives pour arrêter l'avance du désert restent vaines.
Des analyses de pollen montrent que des herbages et des zones forestières ont existé périodiquement dans la région.

## Développement
L'ancien village et ses habitations en boue et tiges de blé ont été abandonnés au profit de demeures en briques et béton. De plus, l'électrification en 2004 et les arrivées d'eau dans chaque maison ont beaucoup apporté à ce village.
On notera la présence d’un bon nombre d'associations officielles pour « améliorer les conditions de vie des habitants du ksar Ait Zeggane ».

## Économie
L'activité économique est basée essentiellement sur l'agriculture et l'élevage de bétail. Cette activité a largement baissé en raison de la sécheresse. Les habitants du village arrivent à subvenir à leurs besoins grâce au transfert d'argent des travailleurs qui ont quitté le village.